# Kilij Arslan I

Àsia Menor el 1097

Àsia Menor el 1101

Kilij Arslan I (els croats l'anomenaven Sulayman o Solimà com al seu pare) fou soldà seljúcida de l'Àsia Menor (Anatòlia) o Rum.

## Biografia
Fill i nominal successor de Sulayman I ibn Kutalmish quan aquest va morir a Antioquia de l'Orontes en una batalla contra Tútuix I el 1086. Kilidj Arslan, que era jove fou enviat presoner a Síria per a ser entregat com a ostatge a Màlik-Xah I que havia ocupat la regió poc abans. El sultanat de Rum fou governat en nom del fill presoner per Abu l-Kasim Saltuk com a regent. En aquest temps l'existència del sultanat fou amenaçada per Màlik-Xah I I i l'emperador romà d'Orient Aleix I Comnè (1081-1118) va donar suport al regent contra el gran sultà. Abu l-Kasim Saltuk fou assetjat a Nicea per l'emir Bozan, per orde de Màlik-Xah I.
A la mort de Màlik-Xah I el novembre de 1092, Kilidj Arslan es va poder escapar o fou alliberat i es va dirigir a İzniq (Nicea) amb els seus turcmans oghuz Yiva i va enderrocar o expulsar Amin al-Ghazi, governador nomenat per Màlik-Xah, i mercès al suport d'Abu l-Kasim Saltuk i dels caps turcmans establerts a la zona, que havien estat fidels als seu pare, i que assabentats de la mort del gran sultà i de l'arribada de Kilidj Arslan, no va trigar a recuperar el poder. Altres tribus turcmanes també van esdevenir de fet independents: els danixmendites, els saltúquides (Abu l-Kasim Saltuk es va establir a Erzurum), els magudjèquides, el cap Chaka (Tzaka, Txaqa), els begs tengribirmix, els ortúquides i els senyors d'Akhlat coneguts com a Shah-i-Armin (Armin Shahs o Akhlat Shahs).
La seva política fou de moment, d'entesa amb l'emperador Aleix I Comnè. L'emir d'Esmirna, Çaka Bey, li va donar la mà de la seva filla buscant una aliança contra l'Imperi Romà d'Orient, però Kilidj el va fer assassinar al cap d'un any per aconseguir el favor d'Aleix I Comnè.
Al cap de poc va arribar a Constantinoble l'avançada de la primera Croada. Els camperols de Pere l'Ermità van passar a Anatòlia i foren massacrats (1096) per Kilidj Arslan al camp de Civitot, prop de Nicea (21 d'octubre de 1096; hi va haver uns 30.000 morts i la resta foren venuts com esclaus). Considerant que el perill havia passat l'emir va fer la guerra contra l'emir danishmendita (1096) i després (1097) va dirigir una expedició contra Malatya o Melitene en poder de l'armeni Gabriel; en això estava quan van arribar els croats davant de Nicea, aquesta vegada dirigits pels nobles europeus que van assetjar la ciutat (maig). Kilidj Arslan I va arranjar la pau amb Gabriel amb la mediació de l'emir Danishmend; va tornar corrent a la seva capital i es va trobar rodejat pels croats, sent derrotat (21 de maig); la seva esposa (filla de Çaka) i el seu fill nadó, foren capturats i enviats a Constantinoble encara que després Aleix Comnè I els va alliberar sense rescat i els va entregar al seu germà, ara emir d'Esmirna, que davant l'amenaça franca i romana d'Orient va abandonar la costa de la mar Egea i es va dirigir a trobar a Kilidj Arslan al que va fer entrega de la seva dona i fill; l'emperador havia actuat així per les bones relacions que tenia amb l'emir turcman i per desfer-se del perill que suposava Çaka.
Nicea es va rendir als assetjants (18 de juny) que hi van entrar (19 de juny). Davant l'avanç dels croats Kilidj Arslan i l'emir danixmendita es van aliar. Quan els croats van arribar a Ancyra (juny) al centre d'Anatòlia, els croats van dividir les seves forces i els aliats turcmans van planejar una emboscada el 29 de juny que es va fer a Dorilèon (Dorylaeum) moderna Eskişehir, però que va fracassar i el principal cos croat dirigit per Bohemon de Tàrent (després Bohemon I d'Antioquia) va capturar el campament turcman l'1 de juliol de 1097. Kilidj Arslan i Danishmend i altres emirs es van retirar i van seguir una tàctica de guerrilla que va causar moltes baixes als croats i a les seves línies de subministrament mentre avançaven cap a Antioquia de l'Orontes on van arribar el 21 d'octubre de 1097 després d'ocupar pel camí Tars, Mssisa (Mopsuèstia) i Adana. Per la seva banda els romans d'Orient van anar recuperant posicions: Esmirna, Efes, Sardes, Catys (Kutahiya) i Anazarba (Ayn Zarba) entre d'altres. Antioquia fou atacada però l'emir Yaghi Siyan va resistir i va demanar ajut al vei amir d'Haran i Mossul, Korbugha (o Kurbuka). El 1098 els croats manats per Balduí de Boulogne ocupaven Edessa, però Antioquia resistia encara que foren ocupades altres viles de la zona; finalment la ciutat va caure a les seves mans el 2 de juny i l'emir Yaghi Siyan va fugir i fou ferit de mort a Armanaz prop de Maarat Masin. Bohemon I d'Hauteville príncep de Tàrent es va proclamar príncep d'Antioquia que incloïa algunes ciutats de Cilícia, però davant les reclamacions romanes d'Orient va abandonar aquestes ciutats als romans d'Orient; els romans d'Orient també es van apoderar d'algunes ciutats d'Anatòlia com Deñizli (Laodicea de Lícia) i Filadefia.
El juliol del 1100 (ramadà del 493) l'emir Danixmend Ghazi va fer presoner a Bohemon I (que havia anat en ajut de Gabriel de Melitene que era assetjat pels danixmendites a la ciutat) al que va retenir a Neocesarea tres anys. El seu nebot Tancred d'Hauteville va agafar la regència del principat. El 1101, un exèrcit francollombard que anava en ajut del príncep presoner per alliberar-lo, dirigit per Ramon de Sant Geli, es va acostar a Ankara, que va arrabassar a les forces de Danixmend i Kilidj Arslan, però van fracassar en l'atac a Gangra (Cankim), i poc després els danixmendites els van derrotar a Merzifon, prop d'Amasya, el setembre del mateix 1101. Kilidj i Danixmend va derrotar tanmateix a un exèrcit croat (format per aquitans i bavaresos) prop d'Heraclea de Capadòcia (Heraclea Cybistra) amb l'ajut de Ridwan d'Alep. Llavors Kilidj va establir la seva capital a Konya (Iconi) i al cap d'una setmana va derrotar el contingent de Guillem II de Nevers que marxava contra ell. El 1102 el seu aliat l'emir Danishmend va ocupar Melitene després de tres anys de setge (15 de setembre) i aviat es va guanyar l'estima de la població, però després d'això Danishmend i Kilidj es van enfrontar. La mort de Kurbogha d'Haran i Mossul a Khoy (l'estiu) fou l'única notícia positiva.
El maig de 1103 el conflicte entre Kilidj i Danixmend es va reprendre. El segon va alliberar a Bohemon I només després de signar una aliança en contra dels enemics comuns, romans d'Orient i seljúcides de Konya o Rum (març) podent llavors retornar i agafar altre cop el govern del principat. Durant el 1103 Kilidj Arslan va recuperar Ancyra als romans d'Orient. La mort de Danixmend l'estiu del 1104 i el retorn de Bohemon a Tàrent va acabar el conflicte, però el fill de l'emir difunt, Amir Ghazi, va haver de lluitar en els següents dos anys contra Kilidj Arslan al mateix temps que ho feia contra els comtes d'Edessa.
El 1106 Kilidj Arslan estava aliat als romans d'Orient als que va arribar a enviar tropes; va atacar Malatya, nus essencial de comunicacions (28 de juny de 1106) ocupant-la (2 de setembre). Kilij Arslan es creu que fou cridat pels enemics del nou gran sultà Muhammad I Tapar, i es va apoderar d'Haran i de Mayyafarikin al Diyar Bakr i el 1107 es va presentar a Mossul i va entrar a la ciutat de la que va fugir l'emir Mawdud lleial al gran sultà Muhammad I Tapar; allí es va proclamar sultà gran seljúcida i va nomenar al seu segon fill Màlik-Xah (d'11 anys) com a hereu; però Muhammad I Tapar va enviar l'emir Djawali al-Saqawi amb reforços; l'exèrcit seljúcida va tenir el suport de l'emir Ilghazi ibn Ortuk del Diyar Bakr, i de Fakhr al-Mulk Ridwan d'Alep, i Kilidj Arslan va haver de sortir de la ciutat i lliurar una batalla prop de Mossul a la riba del Khabur (3 de juny del 1107). L'emir/sultà de Konya va morir ofegat en aquest riu quan fugia després de la batalla. El fill Màlik-Xah, que havia quedat a Mossul, fou fet presoner i enviat a Esfahan.
Kilidj Arslan I va tenir 12 fills dels quals cinc mascles i set femelles: 
- El gran, de nom desconegut, potser Sulayman, mort el 1105 o 1106.
- Màlik-Xah I, successor nominal el 1107 i efectiu el 1110 quan fou alliberat.
- Messud I ibn Kilidj Arslan, sultà del 1116 al 1156 deposant l'anterior.
- Arab, revoltat contra l'anterior el 1126.
- Toghrul Arslan, la mare del qual va exercir el poder a Malatya.